# Ernst Garduhn
Ernst Garduhn (* 2. Oktober 1890 in Gravenstein, Nordschleswig, heute: Dänemark; † 12. Oktober 1983 in Ribnitz-Damgarten) war ein deutscher Lehrer, Buchhändler, Heimatforscher, Ornithologe und Naturschützer.

## Leben
Ernst Garduhn war das vierte Kind des Gendarmeriewachtmeisters Friedrich Garduhn und seiner Ehefrau Klara, geborene Hoge. 1897 erfolgte die Versetzung des Vaters nach Pyritz in Hinterpommern, wo Ernst Garduhn die Stadtschule und anschließend Präparandenanstalt und Lehrerseminar besuchte. In Groß Stepenitz, einem Dorf am östlichen Ufer des Stettiner Haffs, begann er 1910 seine Arbeit als Lehrer.
Im Ersten Weltkrieg wurde er bereits in den ersten Wochen schwer verwundet. Nach der Entlassung aus dem Lazarett Ende 1915 war er für den Kriegseinsatz nicht mehr tauglich. Er arbeitete wieder als Lehrer, zunächst in Torgelow und ab Ostern 1916 in Stettin, wo er nach einer Weiterbildung ab 1919 als Mittelschullehrer Englisch und Französisch unterrichtete. 1921 heiratete er Margarete Saunier, die Mitinhaberin der Verlagsbuchhandlung Leon Saunier in Stettin war. Der Verlag förderte das heimatkundlich-wissenschaftliche Schrifttum Pommerns. 1923 übernahm Ernst Garduhn die Geschäftsleitung.
Schon früh interessierte sich Ernst Garduhn für die Natur und Geschichte seiner pommerschen Heimat. So beschäftigte er sich mit der Geschichte des Kreises Cammin und sammelte Flurnamen des Kreises. Bald erschienen Aufsätze in heimatkundlichen Publikationen und Kreiskalendern. In der Pommerschen Naturforschenden Gesellschaft arbeitete er im Ausschuss für Natur- und Vogelschutz des Bundes Heimatschutz mit. Den bekannten Stettiner Ornithologen Paul Robien, mit dem er befreundet war, begleitete er auf vogelkundlichen Forscherfahrten.
1945 geriet Ernst Garduhn als Angehöriger eines Baubataillons der Wehrmacht in sowjetische Kriegsgefangenschaft, die er in Neubrandenburg in einer Außenstelle des KZ Ravensbrück verbrachte. Nach seiner Entlassung, noch 1945, wurde er in Damgarten, wohin seine Familie geflüchtet war, ansässig.
Zunächst versuchte er den Buchhandel, wozu auch der Buch- und Zeitschriftenverkauf auf den Bahnhöfen in Pommern gehörte, fortzuführen. Schikanen und Willkürmaßnahmen des Staates, der vor allem an der Verstaatlichung des Bahnhofbuchhandels und Übernahme durch den staatlichen Postzeitungsvertrieb interessiert war, zwangen zur Geschäftsaufgabe. Ernst Garduhn begann als Referent für den Kulturbund zu arbeiten und übernahm heimatkundliche Lichtbildervorträge.
Von 1952 bis 1960 arbeitete er wieder als Lehrer in Damgarten, seit 1950 ein Stadtteil von Ribnitz-Damgarten. Von 1962 bis 1964 leitete er das Heimatmuseum in Ribnitz-Damgarten, wo er mit dem Aufbau einer Bernsteinabteilung die Grundlage für das spätere Bernsteinmuseum schuf.
Auch in seiner neuen Heimat beschäftigte sich Ernst Garduhn mit deren Natur und Geschichte. Seit 1954 betätigte er sich als ehrenamtlicher Naturschutzhelfer im Kreis Ribnitz-Damgarten. Von 1956 bis 1980 führte er als Pilzsachverständiger Pilzberatungen durch. Er war als Kreisbodendenkmalpfleger ehrenamtlich für das Museum für Ur- und Frühgeschichte Schwerin tätig. Und für das Institut für Denkmalpflege Schwerin erarbeitete er als Vertrauensmann des Kreises Ribnitz-Damgarten 1971/72 eine Kartei der Baudenkmäler, die 270 Objekte umfasste. Seine Flurnamensammlung des Kreises Ribnitz-Damgarten enthält etwa 5000 Flurnamen.
Ernst Garduhn wirkte an Festschriften zu Ortsjubiläen (Saal 1956, Ribnitz-Damgarten 1958, Dierhagen 1961, Bad Sülze 1962), an Wanderheften und dem „Wanderatlas Fischland-Darß“ mit. Im „Reisehandbuch Ostseeküste“ (VEB F. A. Brockhaus Verlag Leipzig) trat er als Mitautor auf. Für den „Reiseführer Deutsche Demokratische Republik“ (VEB Tourist Verlag Berlin/Leipzig) bearbeitete er den Küstenabschnitt von Wismar bis Barth. Hinzu kamen viele heimatkundliche Artikel in Tageszeitungen.
Als Vorsitzender der Fachkommission Heimatkunde redigierte er die vom Pädagogischen Kreiskabinett in den Jahren 1955–1959 herausgegebenen sechs Heimathefte und veröffentlichte dort auch eigene Beiträge. Diese Hefte dienten zur Unterstützung des Heimatkundeunterrichts an den Schulen.
Zu einem Druck seines Buchmanuskripts „Strandläufer. Wanderungen zwischen Ahlbeck und Boltenhagen“ kam es nicht mehr, da der Petermänken-Verlag, in dem das Buch erscheinen sollte, 1964 seine Tätigkeit einstellte.

## Ehrungen
- 1980: Verdienstmedaille der Deutschen Demokratischen Republik[1]
- 1999: Eine neue Straße in Ribnitz-Damgarten (Stadtteil Damgarten) erhält den 	Namen  „Ernst-Garduhn-Straße“.[2]
- 2012: Die Grabstätte von Ernst Garduhn auf dem Damgartener Neuen Friedhof wird von der Stadt Ribnitz-Damgarten als Ehrengrabstätte erhalten.[3]